# Домниця (селище)
Домниця — селище в Україні, в Чернігівському районі Чернігівської області. Входить до складу Березнянської селищної громади. Населення становить 7 осіб. До 2020 року орган місцевого самоврядування — Миколаївська сільська рада. 
Неподалік від селища розташований Домницький заказник.